# Ingersauermühle
Ingersauermühle ist ein Ortsteil von Ingersau in der Gemeinde Neunkirchen-Seelscheid im Rhein-Sieg-Kreis.

## Lage
Ingersauermühle liegt auf der Grenze zur Gemeinde Ruppichteroth bei Ingersau und an den Bundesstraßen 507 und 478. Nachbarort im Süden ist Winterscheiderbröl.

## Geschichte
Die Wassermühle am Einlauf des Dreisbachs in die Bröl war das erste Gebäude an dieser Stelle, ihren Namen verdankt sie dem talabwärts gelegenen freiadeligen Gehöft Ingersauel (später Ingersauelerhof, 1981 untergegangen). Durch die Station der Bröltalbahn kam es zu weiteren Ansiedlungen auf Neunkirchener Seite unter dem Namen Ingersau. Ein Haus gehört durch die Grenzziehung am alten Bachlauf zur Gemeinde Ruppichteroth.
1830 hatte Ingersauermühle sechs Einwohner. 1845 hatte die Mühle vier katholische Einwohner in einem Gebäude. 1888 gab es acht Bewohner in zwei Häusern.
1901 hatte die Siedlung acht Einwohner, die Familie Ackerer Balthasar Fuchs, Wirt und Stationseinnehmer Peter Fuchs und Müller Heinrich Neuheuser.
Die Siedlung gehörte bis 1969 zur Gemeinde Neunkirchen.
Durch Gemeinderatsbeschluss vom 27. Mai 1971 wurde aus den Ortsteilen Ingersauermühle und Pixhof Neunkirchen-Seelscheid-Ingersau, was der Verwechslung mit der Ingersauelermühle in der alten Gemeinde Seelscheid ein Ende bereitete.